# Sertularella stolonifera
Sertularella stolonifera är en nässeldjursart som beskrevs av Vervoort och Watson 2003. Sertularella stolonifera ingår i släktet Sertularella och familjen Sertulariidae. Inga underarter finns listade i Catalogue of Life.